# Roeien op de Paralympische Zomerspelen 2016
Op de XVe Paralympische Zomerspelen die in 2016 werden gehouden in Rio de Janeiro, Brazilië was roeien een van de 22 sporten die werden beoefend.

## Medaillespiegel
| Plaats | Land             | NPC | Goud | Zilver | Brons | Totaal |
| 1      | Groot-Brittannië | GBR | 3    | 0      | 1     | 4      |
| 2      | Oekraïne         | UKR | 1    | 0      | 0     | 1      |
| 3      | China            | CHN | 0    | 2      | 0     | 2      |
| 4      | Australië        | AUS | 0    | 1      | 0     | 1      |
| 4      | Verenigde Staten | USA | 0    | 1      | 0     | 1      |
| 6      | Canada           | CAN | 0    | 0      | 1     | 1      |
| 6      | Frankrijk        | FRA | 0    | 0      | 1     | 1      |
| 6      | Israël           | ISR | 0    | 0      | 1     | 1      |

## Uitslagen

#### Skif
| Mannen | Mannen           | Mannen | Mannen  |
| #      | Roeier           | Roeier | Tijd    |
| ------ | ---------------- | ------ | ------- |
| Goud   | Roman Polianskyi | UKR    | 4:39.56 |
| Zilver | Erik Horrie      | AUS    | 4:42.94 |
| Brons  | Tom Aggar        | GBR    | 4:50.90 |

| Vrouwen | Vrouwen       | Vrouwen  | Vrouwen |
| #       | Roeister      | Roeister | Tijd    |
| ------- | ------------- | -------- | ------- |
| Goud    | Rachel Morris | GBR      | 5:13.69 |
| Zilver  | Wang Lili     | CHN      | 5:16.65 |
| Brons   | Moran Samuel  | ISR      | 5:17.46 |

#### Dubbeltwee
| Gemengd | Gemengd                         | Gemengd | Gemengd |
| #       | Roeiers                         | Roeiers | Tijd    |
| ------- | ------------------------------- | ------- | ------- |
| Goud    | Lauren Rowles Laurence Whiteley | GBR     | 3:55.28 |
| Zilver  | Liu Shuang Fei Tianming         | CHN     | 3:58.45 |
| Brons   | Perle Bouge Stephane Tardieu    | FRA     | 4:01.48 |

#### Vier met stuurman
| Gemengd | Gemengd                                                                               | Gemengd | Gemengd |
| #       | Roeiers                                                                               | Roeiers | Tijd    |
| ------- | ------------------------------------------------------------------------------------- | ------- | ------- |
| Goud    | Grace Clough Daniel Brown Pam Relph James Fox Oliver James (stuurman)                 | GBR     | 3:17.17 |
| Zilver  | Jaclyn Smith Danielle Hansen Zachary Burns Dorian Weber Jennifer Sichel (stuurvrouw)  | USA     | 3:19.61 |
| Brons   | Victoria Nolan Meghan Montgomery Andrew Todd Curtis Halladay Kristen Kit (stuurvrouw) | CAN     | 3:19.90 |

Atletiek · Bankdrukken · Basketbal · Blindenvoetbal · Boogschieten · Boccia · CP-voetbal · Goalball · Judo · Kanovaren · Paardensport · Roeien · Rugby · Schermen · Schietsport · Tafeltennis · Tennis · Triatlon · Volleybal · Wielersport · Zeilen · Zwemmen
Peking 2008 ·
Londen 2012 ·
Rio de Janeiro 2016 ·
Tokio 2020 ·
Parijs 2024 ·
Los Angeles 2028